# Борселлино, Паоло
Па́оло Эмануэ́ле Борселли́но (итал. Paolo Emanuele Borsellino, 19 января 1940, Палермо — 19 июля 1992, там же) — итальянский магистрат, прославившийся своей борьбой с мафией. В 1992 году, через два месяца после убийства его друга и коллеги Джованни Фальконе, Борселлино был убит взрывом бомбы, заложенной в автомобиле.

## Биография
Родился 19 января 1940 г. в историческом районе Кальса города Палермо на Сицилии. Был вторым сыном из четырёх детей (Аделе, Паоло, Сальваторе, Рита) в семье Дьего Борселлино (1910—1962) и Марии Пии Лепанте (1909—1997). Ещё в детстве на футбольных матчах, проходивших в квартале, познакомился со своим другом и будущим соратником Джованни Фальконе. После окончания школы поступил в классический лицей «Джованни Мели», где был главным редактором студенческого журнала «Агора». В эти годы, в противоположность своему другу Фальконе, придерживался правых политических взглядов. В 1958 году поступил на юридический факультет Университета Палермо, который окончил на «отлично», но через несколько дней после окончания университета скончался его отец, аптекой которого Паоло вынужден был заняться до момента получения младшей сестрой Ритой профессии фармацевта. Это был тяжёлый период в жизни семьи, когда Паоло был освобождён от воинской службы как единственный кормилец.
В 1963 году прошёл по конкурсу в Итальянскую магистратуру (высший орган судебной власти в Италии), став самым молодым магистратом в стране. Проходил стажировку в качестве судебного аудитора до сентября 1965 года, когда он был назначен в гражданский отдел суда Энны, затем, в 1967 г., судьёй в Мадзара-дель-Валло, а в 1969 г. — в Монреале, где он работал вместе с капитаном карабинеров Эмануэле Базиле.
В 1968 г. женился на Аньезе Пирайно Лето, дочери магистрата, председателя суда Палермо. Впоследствии у пары появилось трое детей: Лючия, Манфреди и Фьямметта.
С 1975 г. был следственным судьёй бюро расследований при суде Палермо, с 1980 г. продолжал начатое комиссаром Борисом Джулиано, погибшим в 1979 г. от рук Коза Ностры, расследование связанное с деятельностью мафии, работая в это время с капитаном Эмануэлем Базиле, также расстрелянным в 1980 г. киллером Коза ностры. После гибели капитана Базиле семье Паоло Борселлино выделили охрану.

#### Pool antimafia и «максипроцесс в Палермо»
У него сложились доверительные дружеские и профессиональные отношения с новым начальником Рокко Кинничи, ставшим ему наставником. Именно Рокко Кинничи создал судейскую группу по борьбе с мафией (Pool antimafia), в которую вошли Паоло Борселлино, Джованни Фальконе, Джузеппе Ди Лелло, Леонардо Гуарнотта. Группа была создана для взаимодействия, сотрудничества, обмена информацией и документацией между судьями, работавшими над смежными делами. Рокко Кинничи погиб в 1983 г. от заложенной в автомашину бомбы. Его заменил на посту Антонино Капоннетто. Расследования группы базировались на проверке банковских счетов, оценках имущества, прежних рапортах полиции и карабинеров, данных новых судебных процессов. Фальконе сумел убедить высокопоставленных мафиози Томмазо Бушетту и Сальваторе Конторно нарушить омерту, «кодекс чести» Коза Ностры, и сотрудничать с властями.
Из соображений безопасности в 1985 г. Фальконе и Борселлино вместе с семьями были переселены в дом при тюрьме на острове Азинара недалеко от Сардинии, чтобы составить постановление-приговор на 8000 страниц, которое ставило перед судом 475 подследственных на основе расследований группы Pool antimafia.
С 10 февраля 1986 г. по 16 декабря 1987 г. в бункере-зале заседаний на территории тюрьмы Уччардоне в Палермо состоялся судебный «палермский максипроцесс», один из самых крупных в мире. Все сроки тюремных заключений, включая назначенное пожизненное заключение 19 обвиняемым, в сумме составили 2665 лет! Во время подготовки стало ясно, что ни один зал судебных заседаний в Палермо не может вместить такое количество участников: в ходе процесса число обвиняемых сократилось до 460, количество их адвокатов составляло почти 200 человек. За несколько месяцев был специально построен зал-бункер восьмиугольной формы, вмещающий сотни людей, оснащённый компьютерной системой архивирования и системами защиты, способными противостоять даже ракетным атакам. В результате процесса были вынесены 346 обвинительных приговора, 19 из осуждённых приговорены к пожизненному заключению, оправданы 114.
19 декабря 1986 г., ещё в ходе «палермского максипроцесса», Паоло Борселлино по его просьбе был назначен прокурором Республики в Марсале, что, вероятно, было вызвано интуитивным расчётом выйти из поля зрения и продолжать сотрудничество с коллегами на расстоянии.
На данном посту Борселлино занимался также расследованием Катастрофы DC-9 над Тирренским морем («массовая бойня на Устике»), похищения и убийства трёх девочек в Марсале.
После ухода с поста Антонино Капоннетто по состоянию здоровья в 1987 г., несмотря на ожидания сотрудников увидеть руководителем отдела по борьбе с мафией Джованни Фальконе, в начале 1988 г. на этот пост был назначен Антонино Мели, никогда не занимавшийся расследованием преступлений мафии. Преемственность была нарушена и отдел начал распадаться. Борселлино высказывался в интервью весьма однозначно о том, что отдел развалили. Это грозило ему дисциплинарным взысканием. Было начато служебное расследование. Не обошлось без вмешательства президента Республики Франческо Коссига. Мели был утверждён на посту руководителя отдела. С этого момента борцы с мафией остались без поддержки государства. Борселлино возвращается в Марсалу и принимается активно работать вместе с молодыми коллегами.

#### Планировавшиеся покушения и возвращение в Палермо
В сентябре 1991 г. Коза ностра строила планы по устранению Борселлино. Раскрыть их удалось благодаря мафиозо Винченцо Калькара, сотрудничавшему с правосудием, которому его босс Франческо Мессина Денаро велел готовиться и рекомендовал выбрать снайперскую винтовку или заложенную в автомобиль бомбу. Калькара был арестован.
Находясь в Риме с Фальконе, Борселлино просил перевести его в прокуратуру Палермо, куда он вернулся в марте 1992 г. в качестве заместителя прокурора. Он пытался установить, среди прочего, связи Коза ностры с высшими эшелонами власти и бизнеса.
19 мая 1992 г. в ходе 11-го голосования его кандидатура была выдвинута на пост президента Республики, но позже президентом был избран Оскар Луиджи Скальфаро.
23 мая 1992 г. от взрыва заложенной на дороге бомбы погиб Джованни Фальконе, его жена и коллега Франческа Морвилло и три агента охраны. Фальконе умер в больнице на руках своего друга Паоло Борселлино, не приходя в сознание.
Борселлино давал многочисленные интервью и участвовал во встречах, где касался вопросов системы правосудия, политики, её связей с мафией.

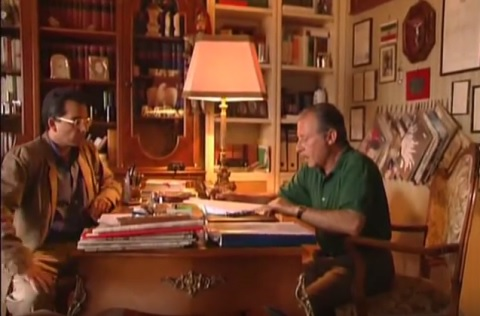
Предпоследнее интервью Паоло Борселлино журналисту Фабрицио Кальви для французского телеканала Canal+ 21 мая 1992 года

Его предпоследнее интервью, которое он дал журналистам французского телеканала «Canal+» Жан-Пьеру Москардо и Фабрицио Кальви, состоялось 21 мая 1992 года, за два дня до «бойни в Капаче» (убийство Джованни Фальконе и его спутников) и примерно за два месяца до собственной гибели. Речь шла о проникновении мафии в политику и финансы, о распространении Коза ностры на север Италии и связях с промышленными кругами Милана и севера Италии в целом, а также о связях Витторио Мангано, Марчелло Делль’Утри и Сильвио Берлускони, хотя Борселлино воздерживался от некоторых оценок, обоснованно мотивируя это тайной следствия.
В Италии были заинтересованные в том, чтобы это интервью не было показано широкой публике. Оно было приобретено лишь в 2000 году телеканалом Rai News 24 и было предложено для трансляции многим программам и тележурналам RAI, но встретило некую неподатливость владельцев итальянского ТВ, бо́льшая часть акций которого принадлежит Сильвио Берлускони, и было показано лишь один раз — 19 сентября 2000 г. по спутниковому каналу Rai News 24. На интернет-канале YouTube интервью вышло со вступительным словом и комментариями журналиста Марко Травальо под названием «Берлускони и мафия» (Berlusconi e la mafia).

#### Гибель
19 июля 1992 г. после обеда с женой Аньезе и детьми Манфреди и Лючией Паоло Борселлино отправился вместе с охраной на улицу Д’Амелио, где проживали его мать и сестра. В 16.58 при прохождения судьи мимо «Фиата 126», припаркованного возле дома, сдетонировала взрывчатка, заложенная в автомобиль. Кроме судьи погибли 5 агентов охраны: Эмануэла Лои (первая в Италии женщина-агент полиции, убитая при исполнении служебных обязанностей), Агостино Каталано, Винченцо Ли Мули, Уолтер Эдди Козина и Клаудио Траина. Единственным выжившим был Антонио Вулло, который в момент взрыва припарковывал одну из автомашин эскорта. Это убийство получило название «бойня на улице Д’Амелио» (La strage di via D’Amelio).
На похоронах, состоявшихся 24 июля, присутствовало 10 000 человек. Семья отказалась от похорон на государственном уровне. Жена Аньезе обвинила правительство в том, что оно не смогло защитить её мужа, и пожелала провести частную церемонию прощания, без присутствия политиков. Она прошла в скромной церкви Санта Мария Луиза де Марийак на окраине, где судья обычно при возможности посещал воскресную службу. Прощальную речь произнёс Антонино Капоннетто (1920—2002), судья, прежний руководитель Фальконе и Борселлино.
Похоронен на кладбище Санта Мария ди Джезу в Палермо.
Примерно днём ранее в кафедральном соборе Палермо состоялось прощание с пятью погибшими агентами охраны. Но по прибытии представителей государства, включая вновь избранного президента Республики Оскара Луиджи Скальфаро, разъярённая толпа прорвала заслон из 4000 агентов поддержания порядка и скандировала: «Мафия, вон из государства!» Президента с трудом освободили от давки, также был потеснён и начальник полиции.
За несколько дней до гибели во время встречи, организованной журналом «MicroMega», как и в телеинтервью Ламберто Спозини, Борселлино говорил о своём состоянии «приговорённого к смерти», о сознании того, что находится под прицелом Коза ностры и что жертвам редко удаётся уйти от мафии.
После гибели Борселлино 19 июля 1992 года ключевая свидетельница в расследовании крупного дела против сицилийской мафии Риты Атриа написала записку со словами «Теперь меня некому защитить, я напугана и не могу больше это терпеть» и покончила с собой, спрыгнув с пятого этажа здания.
Смерть Фальконе, Борселлино и их сопровождения вызвала широкий резонанс общественности не только в Италии, но и во всём мире и впоследствии привела к более жёсткой борьбе с мафией. Многие главари Коза ностры, включая Сальваторе Риину, организовавшего эти убийства, были арестованы, а мафия снизила свою активность.

## Награды, память и признание
- Золотая медаль «За гражданскую доблесть» (5 августа 1992 года, посмертно)[2].
- В память об итальянском судье его именем названы многие школы, ассоциации, главная аудитория факультета юриспруденции римского университета «Сапиенца», зал совета коммуны города Кастелламмаре-ди-Стабия, зал Дворца правосудия в Тренто, улица в Турине, на которой находится Дворец правосудия.
- Именами Фальконе и Борселлино названы: аэропорт Палермо (бывший Пунта-Раизи), одна из аудиторий юридического факультета Университета Брешии.
- Выпущена памятная почтовая марка с изображением Джованни Фальконе и Паоло Борселлино.

## В искусстве, кино, театре, на телевидении
Театр, кино и телевидение увековечили память палермского судьи. Наиболее значительные произведения:
- Фильм «Джованни Фальконе» (Giovanni Falcone) Джузеппе Феррары, Италия, 1993, роль исполнил Джанкарло Джаннини;
- Фильм «Судьи — превосходные жертвы» (I giudici — Vittime Eccellenti) Рикки Тоньяцци, роль исполнил Энди Луотто, 1999, США, Италия;
- «Ангелы Борселлино» («Gli angeli di Borsellino», 2003). Режиссёр — Рокко Чезарео, роль исполнил Тони Гаррани;
- «Паоло Борселлино» (Paolo Borsellino, 2004), телвизионный мини-сериал Джанлуки Мария Таварелли, роль исполнил Джорджо Тирабасси;
- Мини-сериал «Джованни Фальконе, человек, который бросил вызов Коза Ностре» (Giovanni Falcone, l’uomo che sfidò Cosa Nostra) Андреа и Антонио Фрацци, роль исполнил Эмилио Сольфрицци, Италия, 2006;
- «Паоло Борселлино — представляя государство» («Paolo Borsellino — Essendo Stato», 2006), театральный спектакль, написанный и поставленный Руджеро Капуччо;
- Мини-сериал «Босс боссов» (Il Capo dei Capi, реж. Алексис Суит и Энцо Монтелеоне), Италия, 2007, роль исполнил Гаэтано Ароника;
- «Паоло Борселлино: жизнь героя» («Paolo Borsellino: una vita da eroe»), документальное видео Лучо Мичели и Роберты Ди Казимирро (2010);
- «Паоло Борселлино — 57 дней» («Paolo Borsellino — I 57 giorni»),2012, телевизионный фильм Альберото Негрина (Alberto Negrin), роль исполнил Лука Дзингаретти
- Телевизионный фильм «Я вас прощаю, но встаньте на колени» (Vi perdono ma inginocchiatevi) Claudio Bonivento, роль исполнил Лолло Франко, Италия, 2012;
- Фильм «Мафия убивает только летом» (La mafia uccide solo d’estate) Пьерфранческо Дилиберто, Италия, 2013;
- «Было лето» («Era d’estate», 2016) Фьореллы Инфашелли, роль исполнил Джузеппе Фьорелло;
- Докудрама Джованни Филипетто «Паоло Борселлино. Теперь моя очередь» (Paolo Borsellino. Adesso tocca a me, 2017), роль исполнил Чезаре Боччи.